# Saison 1 de Scream
Chronologie
Saison 2
Cet article présente les dix épisodes de la première saison de la série télévisée américaine Scream.

## Synopsis
Un soir, dans la petite ville américaine de Lakewood, la jeune Nina Patterson, auteure de la vidéo qui visait à humilier ses collègues de classe Audrey Jensen et Rachel Murray, est brutalement égorgée à son domicile. Son petit ami, Tyler O'Neill, est également tué mais le tueur ayant caché le corps, beaucoup le suspectent d'être l'auteur de ce meurtre sordide.
L'une des amies de Nina, Emma Duval, commence à recevoir des messages et appels du tueur qui s'amuse à la torturer psychologiquement. Il semblerait que le passé d'Emma, notamment celui de sa mère, pousse ce dernier à agir de la sorte. Une vague de crimes commence à secouer la bourgade et Emma va devoir déterrer de vieux secrets.

## Diffusions
- Aux États-Unis, la saison fût diffusée entre le 30 juin 2015 et le 1er septembre 2015 sur MTV.
- Au Canada et dans les pays francophones, la saison a été mise en ligne intégralement le 1er octobre 2015 sur le service Netflix[1].

## Distribution

### Acteurs principaux
- Willa Fitzgerald (VF : Maïa Michaud) : Emma Duval
- Bex Taylor-Klaus (VF : Catherine Desplaces) : Audrey Jensen
- John Karna (VF : Fabrice Fara) : Noah Foster
- Amadeus Serafini (VF : Stanislas Forlani) : Kieran Wilcox
- Connor Weil (VF : Yoni Amar) : Will Belmont
- Carlson Young (VF : Véronique Picciotto) : Brooke Maddox
- Jason Wiles (VF : Jérémie Covillault) : shérif Clark Hudson
- Tracy Middendorf (VF : Marie-Laure Dougnac) : Margaret « Maggie / Daisy » Duval

### Acteurs récurrents
- Mike Vaughn (fi) (VF : Marc Saez) : Ghostface
- Tom Maden (VF : Rémi Caillebot) : Jake Fitzgerald
- Bobby Campo (VF : Mathias Kozlowski) : Seth Branson
- Bryan Batt (VF : Gabriel Le Doze) : maire Quinn Maddox
- Brianne Tju (VF : Azuki Hagino) : Riley Mara
- Amelia Rose Blaire (VF : Chloé Renaud) : Piper Shaw
- Sophina Brown (VF : Laurence Charpentier) : inspecteur Lorraine Brock
- Sosie Bacon : Rachel Murray

### Invités
- Bella Thorne (VF : Adeline Chetail) : Nina Patterson (épisodes 1 et 9)
- Inconnu (VF : Yoann Sover) : Brandon James
- Max Lloyd-Jones (VF : David Mandineau) : Tyler O'Neill (épisode 1)
- Anna Grace Barlow (VF : Marie-Laure Dougnac) : Margaret « Maggie / Daisy » Duval adolescente (épisodes 1 et 6)
- Tom Everett Scott : Kevin Duval (épisodes 7 et 8)

## Liste des épisodes

### Épisode 1:Pilote
- États-Unis : 30 juin 2015 sur MTV
- reste du  : 1er octobre 2015 sur Netflix

- États-Unis : 1,03 million de téléspectateurs[2] (première diffusion)

- Inconnu (VF : Yoann Sover) : Brandon James
- Bella Thorne (VF : Adeline Chetail)  : Nina Patterson
- Max Lloyd-Jones (VF : David Mandineau) : Tyler O'Neill
- Anna Grace Barlow (VF : Marie-Laure Dougnac) : Margaret « Maggie / Daisy » Duval adolescente

### Épisode 2:Bonsoir, Emma
- États-Unis : 7 juillet 2015 sur MTV
- reste du  : 1er octobre 2015 sur Netflix

- États-Unis : 811 000 téléspectateurs[3] (première diffusion)

### Épisode 3:Tu veux jouer?
- États-Unis : 14 juillet 2015 sur MTV
- reste du  : 1er octobre 2015 sur Netflix

- États-Unis : 872 000 téléspectateurs[4] (première diffusion)

Les évènements commencent sur un flashback de deux jeunes qui courent, traqués par Ghostface. Ils sont assassinés par le tueur. Emma découvre les secrets du passé de sa mère et avertit Audrey que Rachel ne s'est pas suicidée. Audrey et Emma décident de trouver des réponses. Kieran et Emma se rapprochent, enquêtant sur Brandon James. Tyler envoie un message à Riley. Inquiète, Emma prévient Riley de l'homme qui la harcèle au téléphone. Brooke, Emma et Riley se rendent au poste de police.
Riley et Noah se rapprochent et sont sur le point d'avoir un rapport sexuel dans la cachette de Noah où il possède un équipement de jeux vidéo et de consoles. La police tente de faire venir Tyler à un point de rendez-vous. Le tueur, qui n'est pas dupe, envoie un message à la police. Le tueur, toujours depuis le téléphone de Tyler, invite Riley à le retrouver dehors.

### Épisode 4:Le Repaire
- États-Unis : 21 juillet 2015 sur MTV
- reste du  : 1er octobre 2015 sur Netflix

- États-Unis : 802 000 téléspectateurs[5] (première diffusion)

### Episode 5:La Vidéo
- États-Unis : 28 juillet 2015 sur MTV
- reste du  : 1er octobre 2015 sur Netflix

- États-Unis : 751 000 téléspectateurs[6] (première diffusion)

### Episode 6:Trahison
- États-Unis : 4 août 2015 sur MTV
- reste du  : 1er octobre 2015 sur Netflix

- États-Unis : 684 000 téléspectateurs[7] (première diffusion)

- Anna Grace Barlow (VF : Marie-Laure Dougnac) : Margaret « Maggie / Daisy » Duval adolescente

### Episode 7:Le jeu continue
- États-Unis : 11 août 2015 sur MTV
- reste du  : 1er octobre 2015 sur Netflix

- États-Unis : 639 000 téléspectateurs[8] (première diffusion)

- Tom Everett Scott : Kevin Duval

### Épisode 8:Fantômes
- États-Unis : 18 août 2015 sur MTV
- reste du  : 1er octobre 2015 sur Netflix

- États-Unis : 645 000 téléspectateurs[9] (première diffusion)

- Tom Everett Scott : Kevin Duval

### Épisode 9:Le Bal
- États-Unis : 25 août 2015 sur MTV
- reste du  : 1er octobre 2015 sur Netflix

- États-Unis : 554 000 téléspectateurs[10] (première diffusion)

- Bella Thorne (VF : Adeline Chetail) : Nina Patterson

### Épisode 10:Révélations
- États-Unis : 1er septembre 2015 sur MTV
- reste du  : 1er octobre 2015 sur Netflix

- États-Unis : 756 000 téléspectateurs[11] (première diffusion)

Après la diffusion de l'image du shérif Hudson agonisant sur l'écran géant du bal, la panique s'installe. Tandis que Maggie retourne au commissariat analyser la scène de crime de la cellule de Branson ainsi que Piper qui compte dénicher des informations, Emma tente de prévenir Brooke de la situation mais n'arrive pas à la joindre. Brooke subit quant à elle la même situation en sens inverse car elle se retrouve sans ses amis durant la fête en cours qu'elle a organisé chez elle. Le tueur appelle ensuite Emma afin de lui annoncer que ce soir d'Halloween aura lieu le bouquet final du massacre et la défie de retrouver le shérif à temps si elle ne veut pas que Maggie ait le cœur brisé.
Alors que Noah retourne à sa boutique pour localiser la source du logiciel-espion, Emma rejoint sa mère au commissariat où, en se rappelant du message que le tueur avait laissé sur le corps de Will, que le même procédé a pu être réalisé sur le gardien assassiné. Maggie localise un objet dans la gorge du gardien : le médaillon de bois en forme de cœur que Brandon James avait offert à Maggie juste avant sa mort. Avec une escorte de policiers, elles foncent à l'endroit où le médaillon a été fabriqué : à l'ancienne maison des James, où elles retrouvent vivant Clarke Hudson, ligoté à un arbre. Alors que Maggie tente de le détacher, elle lui ouvre involontairement le ventre en lui retirant ses liens, le tuant sur le coup.
Abattues, mère et fille se rendent compte que le tueur a volontairement laissé Clarke en vie pour que Maggie le tue en essayant de le sauver, de la même manière que Emma avec Will. Avant de retourner au commissariat avec sa mère, Emma discute avec Piper de la situation, qui décide d'aller prévenir Brooke et les autres étudiants de la situation. Chez les Maddox, Audrey et Brooke commencent à sympathiser de plus en plus mais leur conversation est interrompue par l'arrivée de Jake avec la fille qu'il a dragué au bal peu auparavant. Simultanément, Noah informe Emma que le logiciel-espion désactive les notifications et les sonneries sur les smartphones contaminés et qu'il est impossible de communiquer avec un appareil possédant le virus. Noah a également découvert la source du logiciel : la maison de Brooke. Mais avant d'avoir pu informer la police, un message du tueur interdit à Emma de les avertir sous peine qu'ils fassent les gros titres. Emma est récupérée en voiture par Noah avant qu'ils se dirigent chez les Maddox.
Pendant ce temps, la tension monte entre Jake et Brooke, chacun essayant de rendre l'autre jaloux. Elle atteint son paroxysme lorsque, seuls dans la cave, Jake avoue avoir espionné Brooke avec le logiciel-espion quand il a vu qu'il était réapparu, non seulement pour la protéger mais également pour jouer les voyeurs. Rendue furieuse par ce dernier aveu, Brooke lui ordonne de partir. A l'extérieur, le flirt de Jake découvre Grayson, un étudiant ayant effrayé Brooke plus tôt dans la soirée avec le masque de Brandon James, la gorge tranchée. La découverte du corps provoque la panique des étudiants qui fuient les lieux. Alors qu'Audrey cherche à comprendre le mouvement de panique, elle est prise à partie par le tueur.
Une fois revenue de la cave à vins, Brooke ne peut que constater l'absence de tous ses convives avant l'apparition de Branson qui explique que le tueur l'a fait s'évader et que sachant que la police l'accuserait du meurtre, il s'est enfui. Brooke refuse de le croire et verrouille sa maison devant un Seth Branson désespéré. Les lumières extérieures s'éteignent avant de se rallumer et de révéler le tueur là où Branson se trouvait quelques secondes avant. Brooke se réfugie dans le congélateur du garage en voyant le tueur forcer la porte. Elle est néanmoins retrouvée enfermée, poignardée depuis l'extérieur à plusieurs reprises avant que le tueur ne mette l'appareil en route et ne l'abandonne à son sort.
Emma et Noah arrivent à leur tour sur les lieux et trouvent la voiture de Piper avec les lunettes de cette dernière dans une mare de sang. Ils trouvent ensuite Kieran, armé d'une arme de poing, affirmant que Emma lui a demandé de la retrouver ici. Méfiante, Emma apprend la révélation que Cassie James a faite à Piper : Kieran est venu la voir et a affirmé être le fils de Brandon James. Sidéré, Kieran affirme que tout est faux et que pour preuves, les nombreux papiers que le shérif Hudson a dû remplir pour obtenir sa garde se trouve chez eux. Emma et Noah apprennent alors la terrible vérité du décès de son père à Kieran. Abattu d'avoir perdu son unique parent encore en vie, il ordonne à Emma de l'abattre ou bien de l'aider à arrêter le tueur avant qu'il ne tue d'autres personnes.
Réconciliés, Emma et Kieran fouillent l'intérieur de la maison tandis que Noah se charge de l'extérieur. Le couple trouve alors Jake, affirmant revenir du lac où il est allé après sa dispute avec Brooke et qu'il s'est alors aperçu qu'il n'y avait plus personne. Entendant des bruits dans le garage, ils trouvent le congélateur d'où Brooke, encore consciente, tente désespérément de sortir en frappant la porte. Ils parviennent à la libérer avant que Emma et Kieran laisse Jake s'occuper de Brooke pour chercher Audrey. Elle est retrouvée par Noah avec une entaille au bras peu de temps après que ce dernier a découvert le cadavre de Grayson. Les six amis se réunissent sur la terrasse et Emma décide d'appeler la police avec le téléphone fixe mais avant qu'elle n'ait eu le temps de composer le numéro, le tueur l'appelle sur ce téléphone et la félicite d'avoir sauvé ses amis mais lui apprend qu'il a toujours eu l'intention de faire payer Daisy. Emma comprend avec les indices donnés où se trouve sa mère : à l'endroit où Brandon James est mort, sur la jetée de Wren Lake, où elle doit se rendre seule si elle ne veut pas de nouveaux morts.
Armée d'un simple couteau de cuisine, elle rejoint la jetée où elle y retrouve Maggie, attachée à une chaise. Alors qu'elle tente de la libérer, le tueur surgit de l'obscurité. Emma lui ordonne de retirer son masque. S'exécutant, le tueur, l'enfant caché de Maggie et de Brandon James se révèle être Piper Shaw. Comme Emma s'y attendait, elle veut se venger de la mère qui, d'une part, l'a abandonnée 20 auparavant, et d'une autre, a fait passer son père pour un monstre ainsi que de sa demi-sœur qui a eu la vie parfaite qui lui revenait de droit. Elle apprend à Emma qu'elle a tué ses amis pour la faire souffrir, qu'elle se sente responsable de leur mort. Emma affirmant que les gens seront au courant de sa culpabilité, Piper rétorque que tout a été prévu : Branson, déjà considéré comme le tueur et actuellement enfermé dans le coffre de sa voiture, sera le bouc émissaire.
Les deux sœurs s'affrontent et Piper blesse Emma au ventre. Malgré l'intervention de Maggie qui tente de raisonner sa fille cachée après s'être libérée de ses liens, Piper se prépare à achever Emma mais lui apprend qu'elle a une dernière surprise pour elle. Mais avant qu'elle ne puisse poursuivre son monologue, elle reçoit une balle et tombe dans l'eau : Audrey, l'arme que Kieran lui a confié plus tôt à la main, les a rejointes. Alors que Audrey aide Emma à se relever, Piper ressort de l'eau afin d'achever les trois femmes mais est abattue par Emma d'une balle dans la tête.
Le jour se lève sur Wren Lake. Tandis les plongeurs cherchent le corps de Piper, les survivants du massacre se retrouvent et sont pris en charge par les secours. Dans les jours qui suivent, Branson, innocenté, est remis en liberté; Jake, désirant désormais changer afin de séduire Brooke, efface tout ce qu'il avait récupéré sur l'ordinateur de Nina. Emma et Kieran tentent ensemble de se remettre de ce qu'ils ont vécu. Noah livre dans son nouveau podcast sa conclusion après avoir vécu la nouvelle tuerie de Lakewood  et met en avant un point qui le perturbe : si Piper Shaw était le tueur alors qui l'a agressée quand elle était avec Will Belmont dans le hangar après avoir rencontré le maire ?
- Cet épisode est dédié à la mémoire de Wes Craven, décédé le 30 août 2015.[réf. nécessaire]